# Paulinho Boracini
Paulo Heitor Boracini, detto Paulinho (Mogi das Cruzes, 26 dicembre 1984), è un ex cestista brasiliano con cittadinanza italiana.

## Palmarès
- FIBA Americas League: 1

Pinheiros: 2013
- Liga Sudamericana: 1

Botafogo: 2019